# Möttönen (ö i Finland)
Möttönen är en ö i Finland. Den ligger i sjön Hietajärvi och i kommunen Suomussalmi i den ekonomiska regionen  Kehys-Kainuu  och landskapet Kajanaland, i den östra delen av landet, 600 km nordost om huvudstaden Helsingfors. Öns area är 1,1 hektar och dess största längd är 140 meter i sydväst-nordöstlig riktning.